# Білл Геслем
Вільям Едвард «Білл» Геслем (англ. William Edward «Bill» Haslam; нар. 23 серпня 1958, Ноксвілл, Теннессі) — американський політик (Республіканська партія). Він губернатор штату Теннессі з 15 січня 2011 року по 19 січня 2019 року.
Геслем отримав ступінь бакалавра історії в Університеті Еморі. Він був мером Ноксвіллу з 2003 по 2011.